# Schutterwald
Schutterwald est une commune de Bade-Wurtemberg (Allemagne), située dans l'arrondissement de l'Ortenau, dans le district de Fribourg-en-Brisgau.

## Jumelages
Schutterwald est jumelé avec :
- Saint-Denis-lès-Bourg (France) depuis 1988
- Ottendorf-Okrilla (Allemagne)